# Strumigenys zandala
Strumigenys zandala är en myrart som beskrevs av Bolton 1983. Strumigenys zandala ingår i släktet Strumigenys och familjen myror. Inga underarter finns listade i Catalogue of Life.

## Bildgalleri

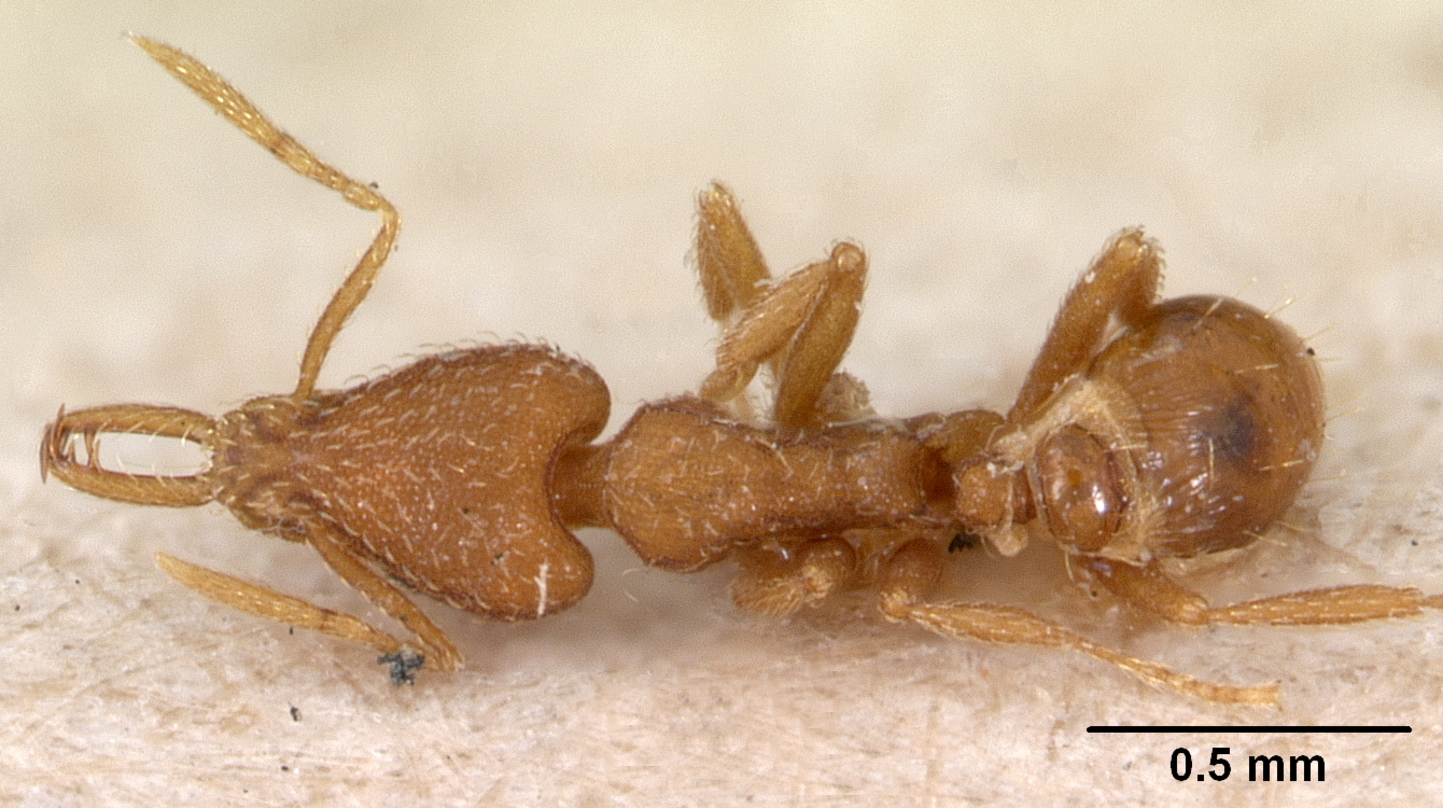
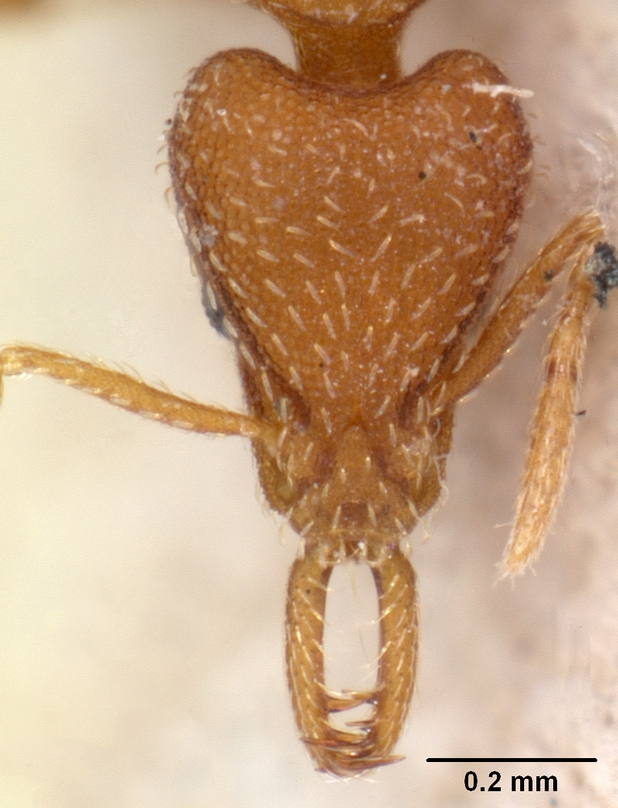
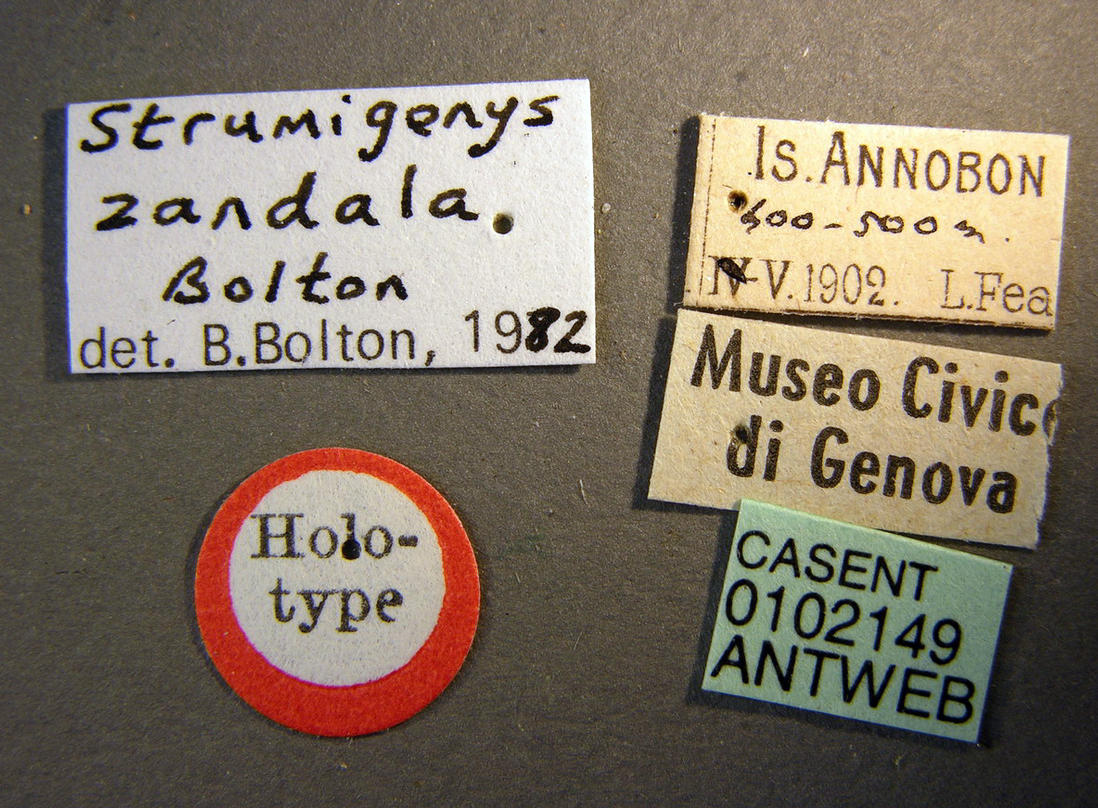
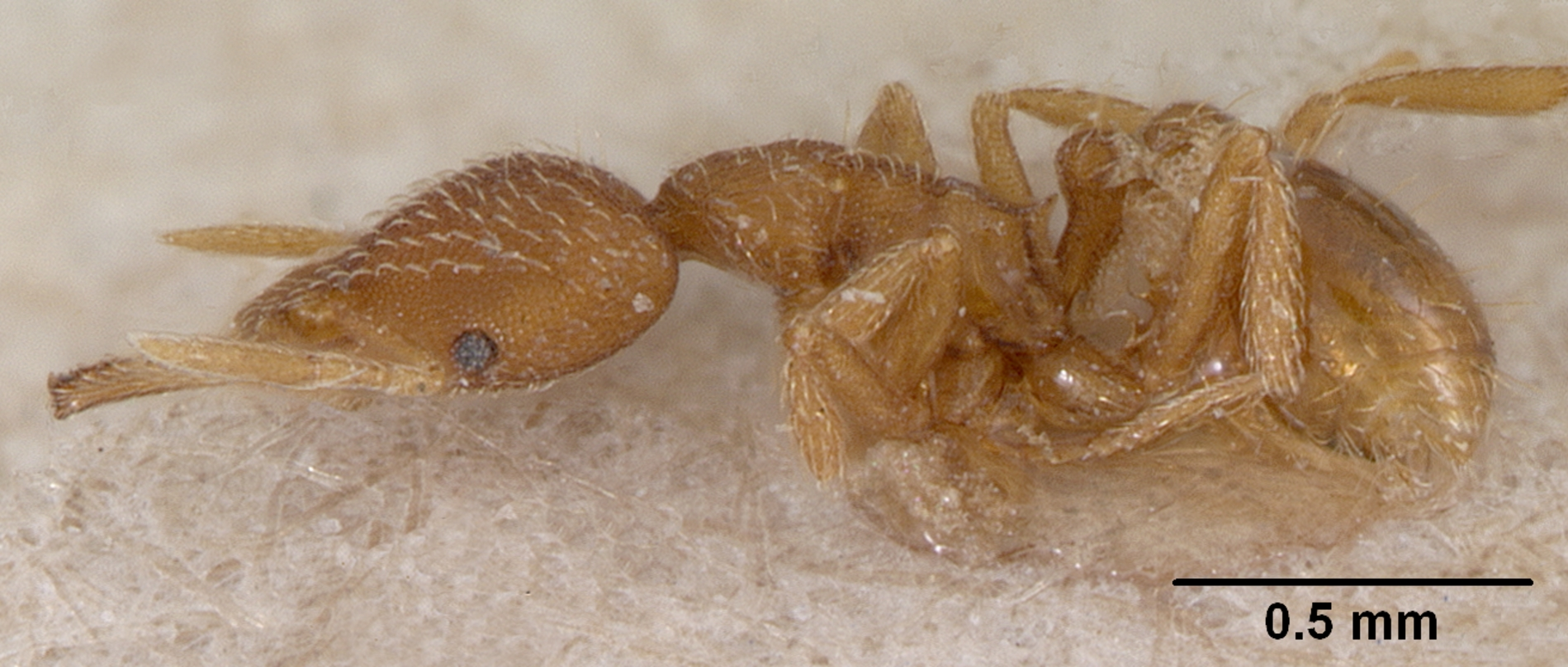